# Серж Дюбуа
Серж Дюбуа (4 березня 1954) — бельгійський хокеїст на траві. Увійшов до складу збірної Бельгії на літніх Олімпійських іграх 1976 у Монреалі, де вона посіла 9-те місце. Грав у полі, зіграв 6 матчів і забив 4 голи (по два у ворота збірних Іспанії та Канади).